# S/2000 (762) 1
S/2000 (762) 1 é o satélite natural do asteroide localizado no cinturão principal denominado de 762 Pulcova.

## Descoberta
Esse objeto foi descoberto no dia 22 de fevereiro de 2000 usando observações do sistema de óptica adaptativa do Telescópio Canadá-França-Havaí, em Mauna Kea, Havaí, EUA. Sua descoberta foi anunciada em 24 de outubro de 2000.

## Características físicas e orbitais
Esse objeto orbita Pulcova a uma distância de 800 km. Seu período orbital é de 4 dias. O satélite tem uma magnitude aparente de cerca de 4 mais fraco do que o primário. Foi um dos primeiros satélites de asteroides a serem identificados. Esse corpo celeste tem um diâmetro estimado de cerca de 19 ± 7 km.